# Red Velvet
Red Velvet (Hangul: 레드벨벳) este o trupă k-pop de fete, formată de S.M. Entertainment. Grupul a debutat pe 1 August 2014, cu melodia  "Happiness", având cinci membre: Irene, Seulgi, Wendy, Joy și Yeri.
De la debut, Red Velvet a avut parte de succes și recunoaștere. Primul lor disc EP, Ice Cream Cake, a cucerit clasamentul de albume sud-coreene Gaon la începutul anului 2015. Primul lor album de studio The Red (2015) și discurile EP The Velvet, Russian Roulette, ambele lansate în 2016, și Rookie (2017) au ajuns #1 în topul Gaon. The Red, Rookie și The Red Summer (2017) au cucerit topurile Billboard World Albums, și cu lansarea celui de-al doilea album de studio Perfect Velvet (2017), au devenit grupul de fete K-pop cu cele mai multe albume numărul unu din clasament și la egalitate cu cele mai multe albume cu numărul unu dintre toate actele K-pop. Au câștigat numeroase premii pentru muzică, coregrafie, și popularitate, incluzând Golden Disc New Artist Award și Mnet Asian Music Award pentru cel mai bun grup feminin din 2017.
Membrele din Red Velvet au făcut și multe apariții televizate. Irene a fost gazdă pentru Music Bank, Yeri pentru Show! Music Core, Wendy pentru postul K-Rush a KBS World, iar Seulgi a apărut în reality show-ul Idol Drama Operation Team. Joy a participat în cel de-al patrulea sezon al reality-show-ului de varietăți sud-coreean We Got Married și a primit rolul de personaj principal în serialul sud-coreean The Liar and His Lover.

## Pre-debut
Seulgi a fost prima membră recrutată de S.M. Entertainment printr-o audiție în 2007, fiind urmată de Irene în 2009 și  de Yeri în 2011. Wendy și Joy au fost recrutate după participarea în audițiile globale S.M. din Canada, respectiv Seul. Irene, Seulgi și Wendy au fost introduse inițial publicului prin agenția echipei de pre-debut SM Rookies în 2013 și 2014. Conform zvonurilor, acestea ar fi debutat ca și grup în Iulie, fapt ce a fost apoi confirmat de către S.M. Entertainment.  Prin includerea lui Joy, grupul de patru membre debutează ca Red Velvet, primul grup de fete al companiei S.M. Entertainment din ultimii 5 ani, ultimul grup de fete fiind f(x).

## Membre
- Irene (Hangul: 아이린), născută Bae Joo-hyun, pe 29 Martie 1991, este Lider, Main Rapper (Rapperiță principală), Lead Dancer (Lider de dans), Vocalistă și Visual
- Seulgi (Hangul: 슬기), născută Kang Seul-gi, pe 10 Februarie 1994, este Lead Vocalist (Lider vocalistă) și Main Dancer (Dansatoare principală)
- Wendy (Hangul: 웬디), născută Shon Seung-wan, pe 21 Februarie 1994, este Main Vocalist (Vocalistă principală)
- Joy (Hangul: 조이), născută Park Soo-young, pe 3 Septembrie 1996, este Lead Rapper (Lider rapperiță) și Vocalistă
- Yeri (Hangul: 예리), născută Kim Ye-rim, pe 5 Martie 1999, este Vocalistă, Rapperiță și Maknae (cel mai mic membru în vârstă)

## Discografie

### Albume de studio
- The Red (2015)
- Perfect Velvet (2017)
- The Perfect Red Velvet (2018)
- 'The ReVe Festival' Finale (2019)

### Discuri EP
- Ice Cream Cake (2015)
- The Velvet (2016)
- Russian Roulette (2016)
- Rookie (2017)
- The Red Summer (2017)
- #CookieJar (2018)
- Summer Magic (2018)
- RBB (2018)
- 'The ReVe Festival' Day 1 (2019)
- 'The Reve Festival' Day 2 (2019)

### Single-uri
- Happiness (행복)
- Be Natural
- Automatic
- Ice Cream Cake
- Dumb Dumb
- Wish Tree (세가지 소원)
- One of These Nights (7월 7일)
- Russian Roulette
- Rookie
- Would U
- Red Flavor (빨간 맛)
- Rebirth
- Peek-a-Boo (피카부)
- Bad Boy
- #CookieJar
- Power Up
- RBB (Really Bad Boy)
- Sappy
- Zimzalabim
- Umpah Umpah
- Psycho

## Vezi și
- SM Entertainment
- K-pop